# Manchester United F.C. mùa bóng 1917–18
Mùa giải 1917-18 là mùa giải thứ ba của Manchester United trong cuộc thi không có sự cạnh tranh trong Liên đoàn.
Cùng với liên tục xảy ra Chiến tranh thế giới lần thứ nhất, một lần nữa Manchester United đã tham gia cuộc thi nhưng không có sự cạnh tranh trong Liên đoàn bóng đá. Trong giải đấu chính, Đội bóng đã tranh giải ở một Bộ phận Lancashire với 30 trận đấu. Trong giải đấu phụ, Đội bóng nằm ở Nhóm B với chỉ có 4 đội tham gia ở Lancashire. Tuy nhiên, không ai trong số này được coi là cuộc thi bóng đá, và do đó hồ sơ của họ không được công nhận bởi Liên đoàn bóng đá.
Ngày 9 Tháng 10 năm 1917, trong cuộc chiến đấu ở Pháp trong Chiến tranh thế giới thứ nhất, cựu cầu thủ của United Arthur Beadsworth đã hy sinh trong khi phục vụ như là một trung sĩ trong Tiểu đoàn 7 của Trung đoàn Hoàng gia Leicestershire của quân đội Anh.

## Giải đấu chính Lancashire
| Thời gian            | Đối thủ           | H/A | Tỷ số Bt-Bb | Cầu thủ ghi bàn                | Số lượng khán giả |
| -------------------- | ----------------- | --- | ----------- | ------------------------------ | ----------------- |
| 1 tháng 9 năm 1917   | Blackburn Rovers  | A   | 5 – 0       | Anderson (3), Meehan, Woodcock |                   |
| 8 tháng 9 năm 1917   | Blackburn Rovers  | H   | 6 – 1       | Anderson (4), Woodcock (2)     |                   |
| 15 tháng 9 năm 1917  | Rochdale          | A   | 0 – 3       |                                |                   |
| 22 tháng 9 năm 1917  | Rochdale          | H   | 1 – 1       | Woodcock                       |                   |
| 29 tháng 9 năm 1917  | Manchester City   | A   | 1 – 3       | Anderson                       |                   |
| 6 tháng 10 năm 1917  | Manchester City   | H   | 1 – 1       | Woodcock                       |                   |
| 13 tháng 10 năm 1917 | Everton           | A   | 0 – 3       |                                |                   |
| 20 tháng 10 năm 1917 | Everton           | H   | 0 – 0       |                                |                   |
| 27 tháng 10 năm 1917 | Port Vale         | H   | 3 – 3       | Anderson, Connor, Ellis        |                   |
| 3 tháng 11 năm 1917  | Port Vale         | A   | 2 – 2       | Anderson, Ellis                |                   |
| 10 tháng 11 năm 1917 | Bolton Wanderers  | A   | 1 – 3       | Ellis                          |                   |
| 17 tháng 11 năm 1917 | Bolton Wanderers  | H   | 2 – 4       | Anderson, Ellis                |                   |
| 24 tháng 11 năm 1917 | Preston North End | A   | 2 – 1       | Anderson (2)                   |                   |
| 1 tháng 12 năm 1917  | Preston North End | H   | 0 – 0       |                                |                   |
| 8 tháng 12 năm 1917  | Blackpool         | H   | 1 – 0       | Ellis                          |                   |
| 15 tháng 12 năm 1917 | Blackpool         | A   | 3 – 2       | Woodcock (2), Meehan           |                   |
| 22 tháng 12 năm 1917 | Burnley           | A   | 5 – 0       | Anderson (3), Connor, Meehan   |                   |
| 29 tháng 12 năm 1917 | Burnley           | H   | 1 – 0       | Connor                         |                   |
| 5 tháng 1 năm 1918   | Southport Central | A   | 0 – 3       |                                |                   |
| 12 tháng 1 năm 1918  | Southport Central | H   | 0 – 0       |                                |                   |
| 19 tháng 1 năm 1918  | Liverpool         | A   | 1 – 5       | Woodcock                       |                   |
| 26 tháng 1 năm 1918  | Liverpool         | H   | 0 – 2       |                                |                   |
| 2 tháng 2 năm 1918   | Stoke             | H   | 1 – 5       | Woodcock                       |                   |
| 9 tháng 2 năm 1918   | Stoke             | A   | 2 – 1       | Ellis, Woodcock                |                   |
| 16 tháng 2 năm 1918  | Bury              | A   | 0 – 0       |                                |                   |
| 23 tháng 2 năm 1918  | Bury              | H   | 2 – 1       | Massey, Woodcock               |                   |
| 2 tháng 3 năm 1918   | Oldham Athletic   | A   | 2 – 1       | Ellis, Woodcock                |                   |
| 9 tháng 3 năm 1918   | Oldham Athletic   | H   | 0 – 2       |                                |                   |
| 16 tháng 3 năm 1918  | Stockport County  | A   | 2 – 0       | Buckley (2)                    |                   |
| 23 tháng 3 năm 1918  | Stockport County  | A   | 1 – 2       | Buckley                        |                   |

| # | Câu lạc bộ        | Tr | T  | H | B  | Bt | Bb | Hs | Điểm |
| - | ----------------- | -- | -- | - | -- | -- | -- | -- | ---- |
| 7 | Burnley           | 30 | 13 | 4 | 13 | 68 | 70 | –2 | 30   |
| 8 | Manchester United | 30 | 11 | 8 | 11 | 45 | 49 | –4 | 30   |
| 9 | Rochdale          | 30 | 11 | 6 | 13 | 50 | 59 | –9 | 28   |

## Giải đấu phụ của Lancashire thuộc Nhóm B
| Thời gian           | Đối thủ         | H/A | Tỷ số Bt-Bb | Cầu thủ ghi bàn    | Số lượng khán giả |
| ------------------- | --------------- | --- | ----------- | ------------------ | ----------------- |
| 29 tháng 3 năm 1918 | Manchester City | A   | 0 – 3       |                    |                   |
| 30 tháng 3 năm 1918 | Stoke           | H   | 2 – 1       | Stafford, Woodcock |                   |
| 1 tháng 4 năm 1918  | Manchester City | H   | 2 – 0       | Buckley, Woodcock  |                   |
| 6 tháng 4 năm 1918  | Stoke           | A   | 0 – 0       |                    |                   |
| 13 tháng 4 năm 1918 | Port Vale       | H   | 2 – 0       | Bourne (2)         |                   |
| 20 tháng 4 năm 1918 | Port Vale       | A   | 0 – 2       |                    |                   |

| # | Câu lạc bộ        | Tr | T | H | B | Bt | Bb | Hs  | Điểm |
| - | ----------------- | -- | - | - | - | -- | -- | --- | ---- |
| 1 | Manchester City   | 6  | 4 | 1 | 1 | 11 | 4  | +7  | 9    |
| 2 | Manchester United | 6  | 3 | 1 | 2 | 6  | 7  | +1  | 7    |
| 3 | Stoke             | 6  | 2 | 2 | 2 | 10 | 5  | +5  | 6    |
| 4 | Port Vale         | 6  | 1 | 0 | 5 | 4  | 15 | –11 | 2    |